# 백민태
백민태(? ~ ?)는 대한민국의 독립운동가, 테러리스트이다. 해방 이전에는 만주에서 독립운동을 했으며, 해방 이후에는 우익 살인청부업자가 되어 이옥청 납치 사건, 여운형 암살 기도 사건, 반민특위 와해 기도 사건 등을 주도했다.

## 백민태가 등장한 작품
- 제1공화국(1981) (배우: 태민영)
- 반민특위(1990) (배우: 정성모)
- 야인시대(2003) (배우: 이승찬)